# 55gy busz (Budapest)
A budapesti 55-ös (gyors 55-ös) jelzésű autóbusz Óbuda, Bogdáni út és a Népliget között közlekedett. A viszonylatot a Budapesti Közlekedési Vállalat üzemeltette.

## Története
1970. december 15-én 155-ös jelzéssel elindult az 55-ös busz gyorsjárata a Népliget és Óbuda, Miklós utca között. 1972. február 14-étől már csuklós buszok jártak a vonalon. 1974-től 1976-ig munkaszüneti napokon is közlekedett a megnövekedő strandforgalom miatt. 1977. január 3-ától 55-ös jelzéssel közlekedett. 1982. január 13-ától már csak munkanapokon járt. 1982. október 26-án a Miklós utcai buszvégállomás megszűnése miatt az 55-ös és a 55-ös busz óbudai végállomása a Bogdáni úthoz került át. 1990. június 29-én az 55-ös járatot megszüntették.

## Útvonala
| Népliget felé | Óbuda, Bogdáni út felé |
| --- | --- |
| Óbuda, Bogdáni út vá. – Bogdáni út – Szentendrei út – Árpád híd – Róbert Károly körút – Hungária körút – Könyves Kálmán körút – Népliget vá. | Népliget vá. – Könyves Kálmán körút – Hungária körút – Róbert Károly körút – Árpád híd – Szentendrei út – Bogdáni út – Óbuda, Bogdáni út vá. |

## Megállóhelyei
Az átszállási kapcsolatok között az azonos útvonalon, de sűrűbb megállási renddel közlekedő 55-ös busz nincs feltüntetve.
| 0  | Óbuda, Bogdáni út végállomás     | 12 | 6, 42, 86, 86, 106, 118, 134, 142, 184           |
| 1  | Raktár utca                      | 11 | 6, 42, 86, 86, 134, 142, 184                     |
| 2  | Óbudai Hajógyár                  | 10 | Szentendrei HÉV 1 18, 37, 42, 134, 137, 142, 184 |
| 3  | Váci út                          | 9  | 1 3V, 26, 32, 32, 43, 84, 120, 133, 184          |
| 4  | Lehel utca (Róbert Károly körút) | 8  | 1, 12, 14 4, 4A, 4                               |
| 5  | Vágány utca                      | 7  | 1 4, 4A, 20, 20, 20A, 30, 30, 32, 32             |
| 6  | Ajtósi Dürer sor                 | 6  | 72, 74                                           |
| 7  | Thököly út                       | 5  | 44, 67 72, 75 7, 7, 73                           |
| 8  | Egressy út                       | 4  | 77                                               |
| 9  | Kerepesi út (Népstadion)         | 3  | 75, 77, 80 95, 95                                |
| 10 | Kőbányai út                      | 2  | 28, 36 75 9, 9, 17                               |
| 11 | Vajda Péter utca                 | 1  | 23 75 99, 99                                     |
| 12 | Népliget végállomás              | 0  | 23 75                                            |